# 2011 في الأرجنتين
فيما يلي قوائم الأحداث التي وقعت خلال عام 2011 في الأرجنتين.

## سياسة

### تعيين في المنصب
- 10 ديسمبر – أدولفو رودريغيز سا عضو مجلس الشيوخ الأرجنتيني.
- 10 ديسمبر – كارلوس منعم عضو مجلس الشيوخ الأرجنتيني.

### انتهاء فترة المنصب
- 9 ديسمبر – أدولفو رودريغيز سا عضو مجلس الشيوخ الأرجنتيني.
- 9 ديسمبر – كارلوس منعم عضو مجلس الشيوخ الأرجنتيني.
- 10 ديسمبر – خوليو كوبوس نائب رئيس الأرجنتين [الإنجليزية]‏.

## رياضة
- 1 يناير – رالي الأرجنتين 2011

## أفلام
من الأفلام التي صدرت هذه السنة في الأرجنتين:
- 1 يناير – الشيطان

## وفيات

### يناير
- 10 يناير – ماريا إيلينا والش (مواليد 1930)

### مارس
- 5 مارس – ألبيرتو غرانادو (مواليد 1922)

### أبريل
- 30 أبريل – إرنستو ساباتو (مواليد 1911)

### يوليو
- 9 يوليو – فاكوندو كابرال (مواليد 1937)

### نوفمبر
- 24 نوفمبر – أنطونيو دومينغو بوسي (مواليد 1926)

### ديسمبر
- 12 ديسمبر – ألبرتو دي مندوزا (مواليد 1923)